# Château de Knepp
Le château fort de Knepp surplombe par l'ouest le village de West Grinstead, dans le Sussex de l'Ouest (Angleterre). Il domine la vallée de l'Adur et l'A24 (en). Il tire son nom du vieil anglais cnæp, qui désigne une levée de terre.

## Histoire
Ce château, édifié au XIIe siècle par Guillaume II de Braose, était à l'origine une motte castrale. Il fut  reconstruit en 1214 en château fort avec un donjon à deux étages par le roi Jean.  Outre ce monarque, le château fort eut de nombreux visiteurs royaux, parmi lesquels Henri III en 1218, Édouard II en 1324 et Richard II en 1384. Abandonné à la fin du Moyen Âge, il tomba peu à peu en ruines. La plus grande partie des pierres furent récupérées dans les années 1720. Au début du XIXe siècle, le baronnet Charles Burrell fit renforcer les derniers remparts et ferma l'accès au site par une palissade pour mettre un terme aux déprédations. 
Le château fort se dresse sur une butte ovale qui est le renforcement d'un relief naturel, entourée d'un fossé et de remparts. Le fossé, en communication avec la mare voisine, formait une douve qui était encore en eau au début du XVIIIe siècle.
Les vestiges du château fort consistent en une unique muraille épaisse de 2,5 m, haute de 11 m et longue de 9,5 m, avec une arche d'entrée surmontée d'ouvertures. Cette muraille formait apparemment l'extrémité nord et l'aile ouest d'une tour ou du donjon lui-même
Knepp Castle désigne aussi le manoir néogothique du début du XIXe siècle construit par Sir Charles Merrick Burrell, sur des plans de John Nash.

## Réensauvagement

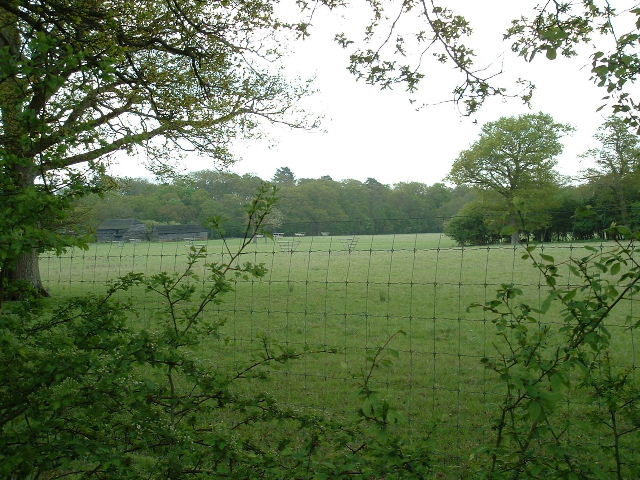
Garenne près du château de Knepp.

Depuis 2001, le domaine de Knepp a été le lieu d'un projet pionnier de réensauvagement appelé le Knepp Wildland.  Il comprend 1 400 hectares de terres préalablement utilisées pour l'élevage laitier et les grandes cultures. C'est le premier projet de réensauvagement en plaine de taille significative en Grande-Bretagne. Le projet utilise des troupeaux d'animaux en liberté, parmi lesquels des vaches longhorn, des poneys Exmoor, des porcs Tamworth, des Daims et des Cerfs élaphes pour la restauration de processus naturels dynamiques. Le projet a vu la réapparition spontanée de nombreuses espèces rares,. C'est aujourd'hui le lieu de reproduction du papillon Grand mars changeant, de la tourterelle des bois et du Rossignol philomèle.
Un programme de réintroduction de cigognes blanches en Angleterre a débuté en 2018 dans le domaine, avec des oiseaux juvéniles gardés dans un enclos de 2,5 hectares jusqu'à leur maturité, où ils seront relâchés. Le Sussex a été choisi pour ses fortes associations historiques avec la cigogne. Le programme a pour but d'établir une population de reproducteurs en Grande-Bretagne pour la première fois depuis 1416.